# Apply Some Pressure
Apply Some Pressure è il terzo singolo pubblicato dai Maxïmo Park estratto dall'album d'esordio A Certain Trigger. Il singolo giunse alla #20 nella UK Singles Charts nel febbraio 2005. La canzone fu ripubblicata nell'ottobre 2005 arrivando al #17 nella chart del Regno Unito.
Mark Ronson ne ha prodotto una cover per il suo album Version. A differenza delle altre cover inserite nel disco, interpretate da cantanti diversi dall'originale, la canzone è cantata dallo stesso Paul Smith dato che Ronson non riusciva a trovare un altro cantante adatto.

## Tracce

### Prima pubblicazione
- CD 1 WAP 185 CD

1. Apply Some Pressure - 3:20
2. Fear of Falling - 2:36

- CD 2 WAP 185 CDX

1. Apply Some Pressure - 3:20
2. The Coast Is Always Changing - 3:19
3. Fear of Falling - 2:36
4. I Want You to Leave - 2:18

- 7" 7WAP 185

1. Apply Some Pressure - 3:20
2. I Want You to Leave - 2:18

- 10" 10WAP 185 X

1. Apply Some Pressure - 3:20
2. The Coast Is Always Changing - 3:19
3. Fear of Falling - 2:36
4. I Want You to Leave - 2:18

### Seconda pubblicazione
- CD WAP 198 CD

1. Apply Some Pressure - 3:20
2. My Life in Reverse - 3:20
3. Once, a Glimpse - 3:27 (Original demo version)

- 7" Orange Vinyl 7WAP 198

1. Apply Some Pressure - 3:20
2. My Life in Reverse - 3:20

- 7" Clear Vinyl 7WAP 198 R

1. Apply Some Pressure - 3:70 (Live in Japan)
2. Isolation - 1:14 (John Lennon Cover)